# Chiesa dei Santi Cosma e Damiano (Genova, Struppa)
La chiesa dei Santi Cosma e Damiano è un luogo di culto cattolico situato nel quartiere di Struppa, nel comune di Genova, già parrocchiale della località di San Cosimo.

## Storia e descrizione
La ex chiesa parrocchiale di San Cosimo, intitolata ai santi Cosma e Damiano, si trova nella località Scandoletto e secondo la tradizione avrebbe origini antichissime, anche più della pieve di San Siro di Struppa.
La primitiva cappella altomedievale sorgeva nei pressi di un ospitale citato in molti documenti intorno all'anno Mille. Nell'attuale chiesa è inglobato qualche resto del muro perimetrale e della facciata romanica dell'originaria cappella.
Già parrocchiale, nel XV secolo fu accorpata a San Martino di Struppa e solo nel 1657 riebbe la propria autonomia. Più volte rimaneggiata, nel Novecento il suo titolo parrocchiale fu trasferito alla nuova chiesa, anch'essa dedicata ai Santi Cosma e Damiano, costruita a valle, nella località Prato.